# Narodowe Centrum Kultury Filmowej
Narodowe Centrum Kultury Filmowej – instytucja kultury w Łodzi współprowadzona przez Miasto Łódź i Ministerstwo Kultury i Dziedzictwa Narodowego. NCKF stanowi jednocześnie instytucję kultury, muzeum, archiwum, centrum konferencyjne i kino. Misją NCKF jest upowszechnianie wiedzy o filmie i  edukacja w dziedzinie filmu i kultury audiowizualnej. Ekspozycja stała Centrum jest największą w Polsce wystawą o krajowej kinematografii i  prezentuje 120 lat historii polskiego filmu. 

## Historia
13 lipca 2015 roku Minister Kultury i Dziedzictwa Narodowego Małgorzata Omilanowska wraz z Prezydent Łodzi Hanną Zdanowską podpisały list intencyjny, dotyczący współprowadzenia przez MKiDN i Miasto Łódź instytucji kultury. Inicjatywa związana była z bogatym dorobkiem miasta w dziedzinie sztuki filmowej. 30 września 2015 roku została podpisana umowa między MKiDN a Miastem Łódź w sprawie powołania instytucji. W tym samym roku dyrektorem NCKF został Rafał Syska. Instytucję otwarto 13 października 2023 roku w kompleksie EC1 Łódź – Miasto Kultury przy ul. Targowej 1/3 w Łodzi.

## Dyrektorzy
- Rafał Syska (2015–2025)
- Błażej Moder (p.o., od 1 lipca 2025)[6]

## Działalność
W ramach dotychczasowej działalności Narodowe Centrum Kultury Filmowej dokonało m.in. rekonstrukcji biopleografu Kazimierza Prószyńskiego i odtworzenia pierwszego polskiego filmu fabularnego Powrót birbanta oraz przygotowało zwycięską aplikację Łodzi do Sieci Miast Kreatywnych UNESCO jako Miasta Filmu.

## Wystawy
W siedzibie NCKF prezentowane są wystawy stałe: 
- „Kino Polonia” – przedstawiająca historię polskiej kinematografii od przełomu XIX i XX wieku do współczesności[9].
- „Materia kina”  – przedstawiająca proces realizacji filmu[10]
- „Mechaniczne oko” (w realizacji) – mająca przedstawiać rozwój technik filmowych[11]

### Kino Polonia

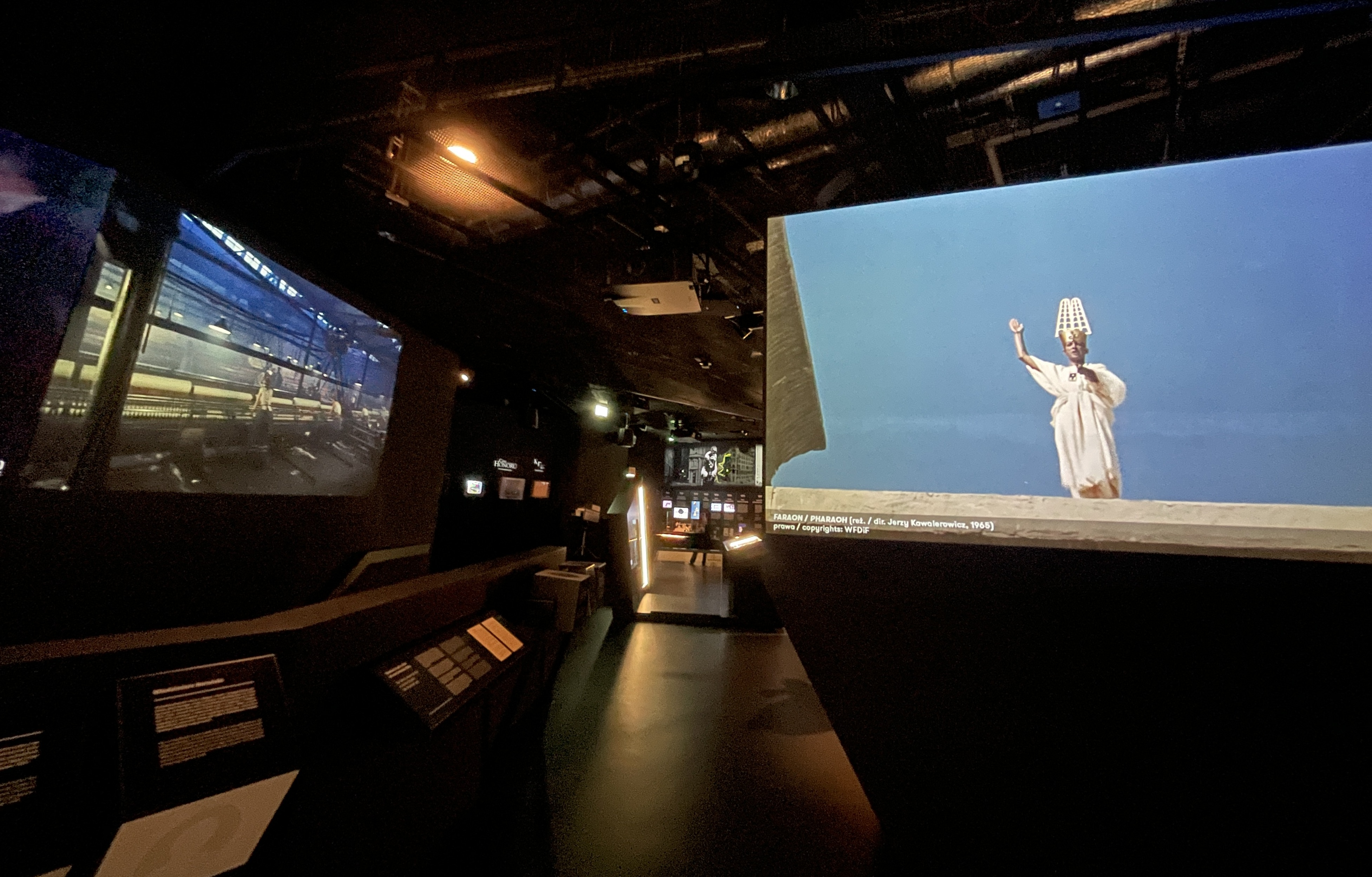
NCKF, wystawa Kino Polonia

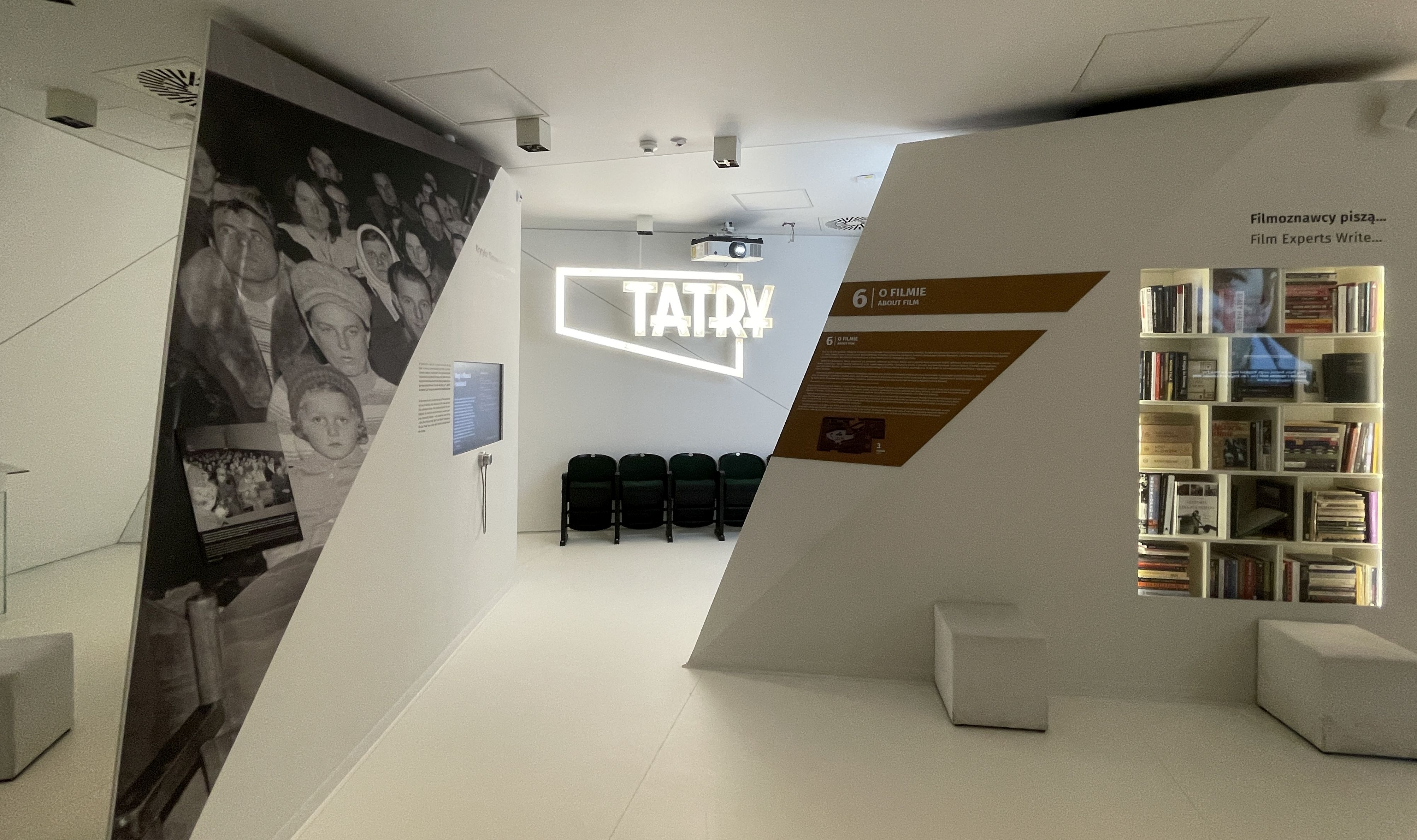
NCKF, wystawa Kino Polonia

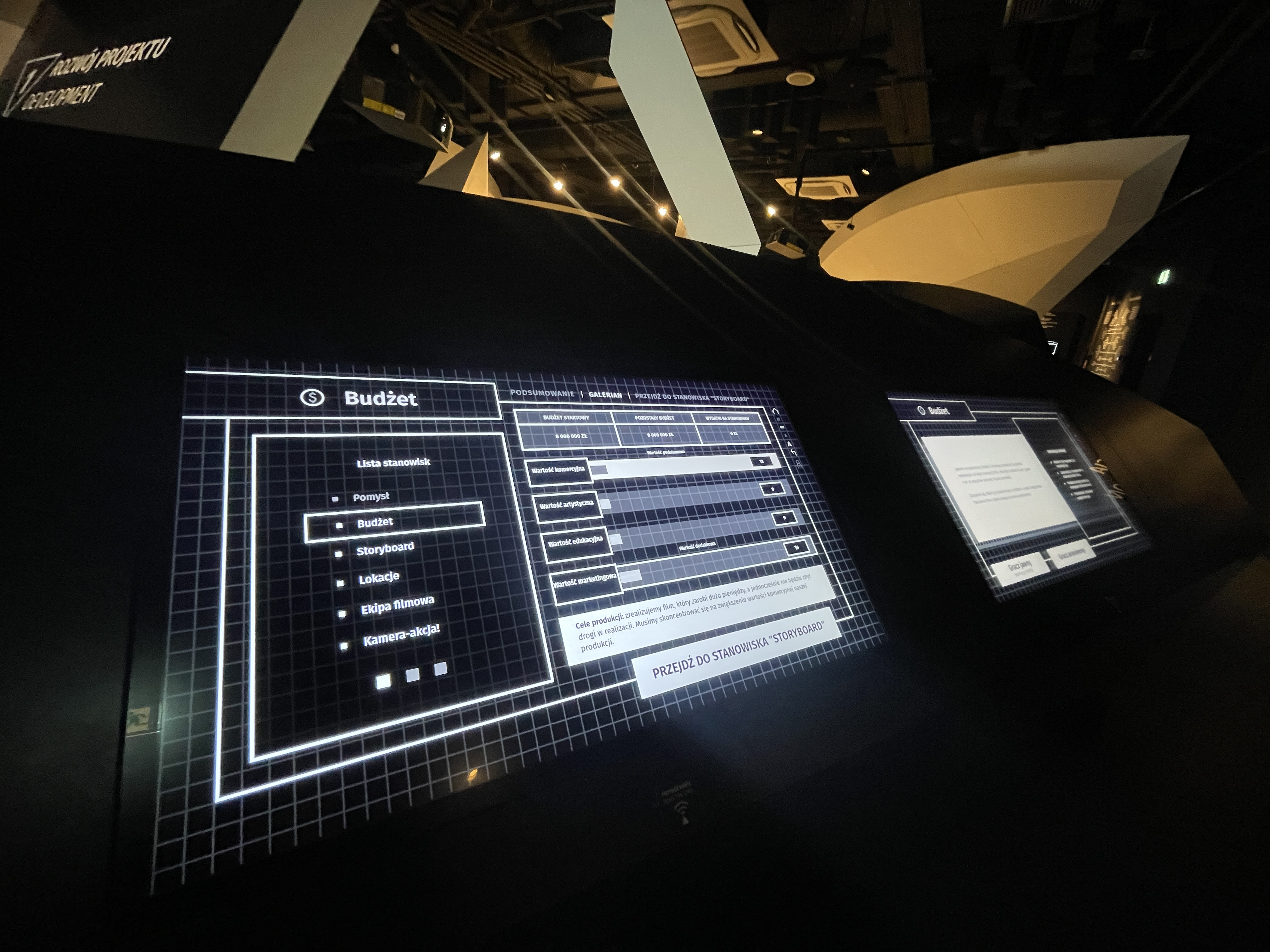
Wystawa Materia Kina, stanowisko interaktywne

Otwarta w 2023 roku wystawa „Kino Polonia” stanowi główną ekspozycję stałą w siedzibie NCKF i jest największą w Polsce ekspozycją poświęconą historii polskiego kina, obejmującą ponad 120 lat historii polskiej kinematografii. Wystawa zajmuje trzy piętra budynku NCKF i 1500 metrów kwadratowych. 
Wystawa prezentuje rozwój i dokonania polskiego kina za pomocą różnorodnych środków wyrazu, szczególnie przy pomocy mediów audiowizualnych. Integralną część ekspozycji stanowi przygotowany specjalnie na jej potrzeby materiał multimedialny: kilkadziesiąt projekcji filmowych, projekcje fragmentów nagrań telewizyjnych i animacji. Zwiedzający mają możliwość interaktywnego poznawania historii polskiego kina za pomocą ekranów dotykowych, makiet, grafik oraz bogatej ścieżki dźwiękowej. 
W architekturze ekspozycji dominuje czerń i biel, co pozwala wyeksponować projekcje filmowe i sprawia, że stają się centralnymi punktami ekspozycji. Na wystawie zgromadzono setki obiektów związanych z historią rodzimej kinematografii, w tym plakaty filmowe, kamery, projektory, kostiumy, rekwizyty oraz dokumenty produkcyjne.
Materia kina
Wystawa prezentuje proces realizacji filmu. Odwiedzający mogą wcielić się w producentów i korzystając z kilkunastu stanowisk interaktywnych, poznawać kolejne etapy pracy nad produkcją filmową, tworząc swój własny film. Decyzje podejmowane przez odwiedzających mają odzwierciedlać decyzje podejmowane przez twórców; pierwszym wyborem jest gatunek: film artystyczny, komedia romantyczna, film historyczny lub wakacyjny blockbuster. 
Zwiedzający rozpoczynają od planowania produkcji, następnie przechodząc przez dalsze etapy realizacji filmu - budżet, casting, pracę na planie, montaż, udźwiękowienie i działania promocyjne. Każda decyzja odwiedzającego wystawę kształtuje końcowy efekt, który po przejściu wszystkich stanowisk można obejrzeć na ekranie. Odwiedzający mają do dyspozycji wirtualnego asystenta, który wyjaśnia pojęcia z dziedziny filmu i prezentuje dodatkowe konteksty, a także otaczające każde ze stanowisk eksponaty - animacje, projekcje, grafiki i inne materiały edukacyjne. Przykładowo, stanowisko dotyczące tworzenia scenariusza filmowego obejmuje przykłady inspiracji dla scenarzystów obejmujące historie oparte na materiałach prasowych, literaturze, dziełach sztuki czy utworach muzycznych; stanowisko dotyczące promocji filmu zawiera m.in. ekrany dotykowe prezentujące mapę najważniejszych festiwali filmowych na świecie.

## Kino i studia filmowe

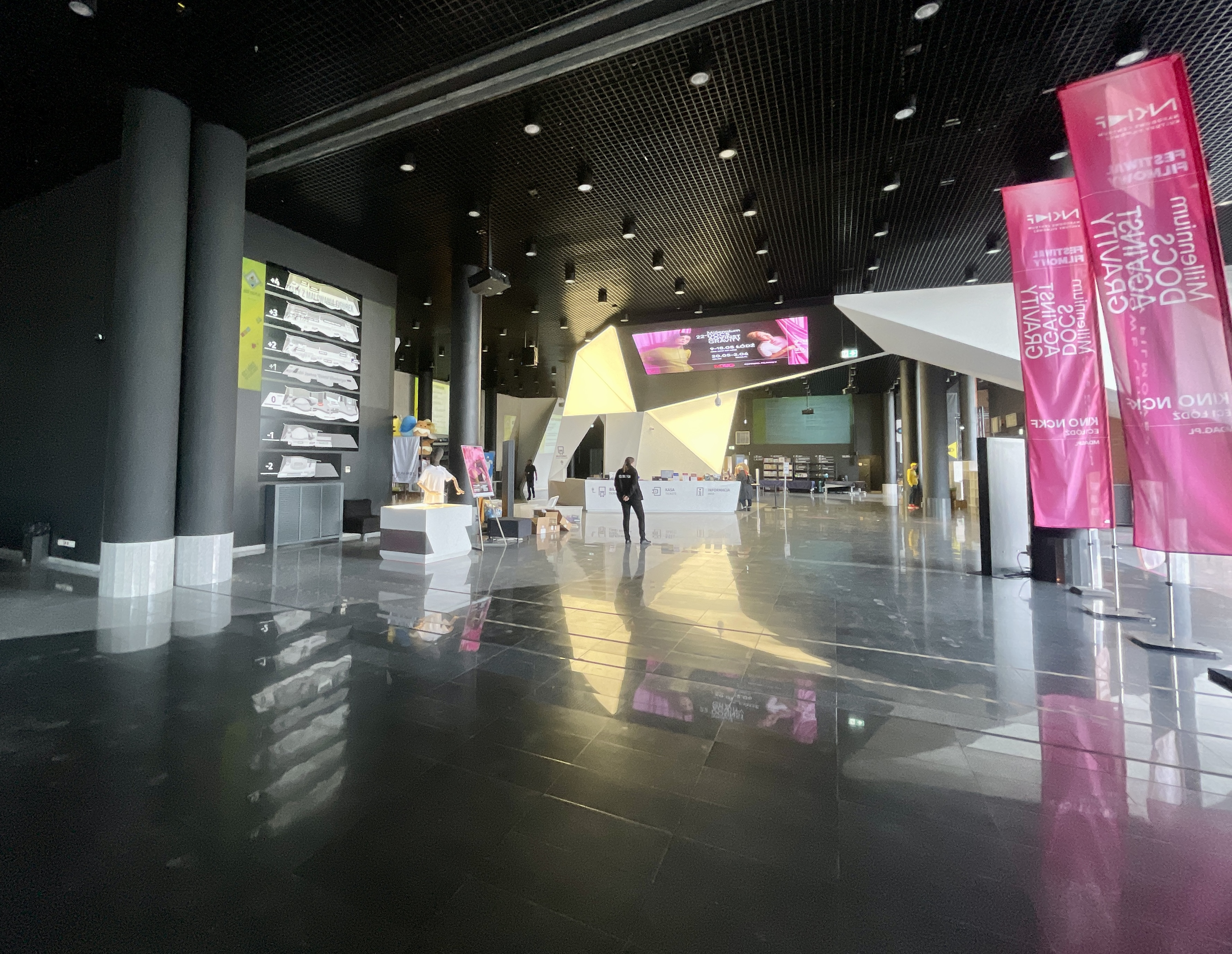
NCKF, foyer

W ramach instytucji działają trzy sale kinowe, których nazwy nawiązują do dawnych łódzkich kin – „Odeon” na 169 miejsc oraz „Luna” i „Urania” (po 49 miejsc). Sale kinowe wyposażono w system dźwięku przestrzennego Dolby Surround 7.1. Największa sala została wyposażona w projektory analogowe 35 mm. W kinie odbywają się premiery filmowe, z udziałem twórców: producentów, reżyserów, scenarzystów czy aktorów, a także przeglądy i specjalne pokazy dla grup, projekcje festiwalowe, przeglądy i akademie. Planowane jest powstanie dwupoziomowej biblioteki filmowej. Dla premier filmowych i festiwali została przystosowana hala maszyn budynku EC1.
W budynku NCKF funkcjonuje także kompleks edukacji filmowej, w ramach którego działają studia dźwiękowe, postprodukcji, animacji, telewizyjne i efektów specjalnych - prowadzone są w nich praktyczne warsztaty edukacji filmowej. 